# تومونوبو هایاکاوا
تومونوبو هایاکاوا (انگلیسی: Tomonobu Hayakawa؛ زادهٔ ۱۱ ژوئیهٔ ۱۹۷۷) بازیکن فوتبال اهل ژاپن است.
از باشگاه‌هایی که در آن بازی کرده‌است می‌توان به باشگاه فوتبال اوراوا رد دیاموندز و باشگاه فوتبال جف یونایتد ایچیهارا چیبا اشاره کرد.